# Championnats d'Europe d'escrime 2003
Navigation
Édition précédente Édition suivante
Les championnats d'Europe d'escrime 2003 se sont disputés à Bourges en France du  27 juin 2003 au 3 juillet 2003. La compétition est organisée pour la troisième fois par la fédération française d'escrime, sous l'égide de la Confédération européenne d'escrime a vu s'affronter des tireurs des différents pays européens lors de 12 épreuves différentes. 

## Médaillés
| Épreuves                               | Or                                                                                       | Argent                                                                                 | Bronze                                                                                        |
| -------------------------------------- | ---------------------------------------------------------------------------------------- | -------------------------------------------------------------------------------------- | --------------------------------------------------------------------------------------------- |
| Épée                                   |                                                                                          |                                                                                        |                                                                                               |
| Hommes individuel résultats détaillés  | Gábor Boczkó                                                                             | Pavel Kolobkov                                                                         | Tomasz Motyka Hugues Obry                                                                     |
| Hommes par équipes résultats détaillés | France- Hugues Obry - Gauthier Grumier - Benoît Janvier - Jean-Michel Lucenay            | Ukraine- Dmytro Karyuchenko - Dimitro Tschumak - Vitali Oscharov - Oleksandr Horbachuk | Italie- Davide Schaier - Alessandro Bossalini - Diego Confalonieri - Giacomo Falcini          |
| Femmes individuel résultats détaillés  | Tatiana Logunova                                                                         | Maarika Võsu                                                                           | Claire Augros Ildikó Mincza-Nébald                                                            |
| Femmes par équipes résultats détaillés | Russie- Tatiana Logunova - Oksana Yermakova - Anna Sivkova - Tatiana Fachrutdinova       | Estonie- Maarika Võsu - Heidi Rohi - Olga Alekseyeva - Irina Embrich                   | Italie- Silvia Rinaldi - Sara Cristina Cometti - Bianca Del Carretto - Francesca Quondamcarlo |
| Fleuret                                |                                                                                          |                                                                                        |                                                                                               |
| Hommes individuel résultats détaillés  | Simon Senft                                                                              | João Gomes                                                                             | Richard Breutner Jean-Noël Ferrari                                                            |
| Hommes par équipes résultats détaillés | France- Jean-Noël Ferrari - Erwann Le Péchoux - Antoine Mercier - Terence Joubert        | Hongrie- Attila Juhász - Adam Vizler - Bence Juhász - Márk Marsi                       | Russie- Vadim Ayupov - Vyacheslav Pozdnyakov - Ruslan Nasibulin - Aleksandr Stukalin          |
| Femmes individuel résultats détaillés  | Gabriella Varga                                                                          | Valentina Vezzali                                                                      | Svetlana Boïko Ekaterina Youcheva                                                             |
| Femmes par équipes résultats détaillés | Pologne- Sylwia Gruchała - Magdalena Mroczkiewicz - Anna Rybicka - Małgorzata Wojtkowiak | Italie- Valentina Vezzali - Margherita Granbassi - Ilaria Salvatori - Frida Scarpa     | Russie- Svetlana Boïko - Ekaterina Youcheva - Evgenia Lamonova - Viktoria Nikichina           |
| Sabre                                  |                                                                                          |                                                                                        |                                                                                               |
| Hommes individuel résultats détaillés  | Stanislav Pozdniakov                                                                     | Aleksey Yakimenko                                                                      | Boris Sanson Luigi Tarantino                                                                  |
| Hommes par équipes résultats détaillés | Russie- Aleksey Frosin - Aleksey Dyachenko Stanislav Pozdniakov - Aleksey Yakimenko      | Italie- Luigi Tarantino - Aldo Montano - Giampiero Pastore - Giacomo Guidi             | Pologne- Marcin Koniusz - Arkadiusz Nowinowski - Adam Skrodzki - Maciej Tomczak               |
| Femmes individuel résultats détaillés  | Ilaria Bianco                                                                            | Natalia Makeïeva                                                                       | Edina Csaba Elena Nechaeva                                                                    |
| Femmes par équipes résultats détaillés | Russie- Natalia Makeïeva - Elena Nechaeva - Ekaterina Fedorkina - Sofia Velikaïa         | France- Cécile Argiolas - Léonore Perrus - Pascale Vignaux - Anne-Lise Touya           | Azerbaïdjan- Elena Jemayeva - Yanna Sioukaïeva - Elena Amirova - Angela Volkova               |

## Tableau des médailles
| Rang  | Nation      | Or | Argent | Bronze | Total |
| ----- | ----------- | -- | ------ | ------ | ----- |
| 1     | Russie      | 5  | 3      | 5      | 13    |
| 2     | France      | 2  | 1      | 4      | 7     |
| 3     | Hongrie     | 2  | 1      | 2      | 5     |
| 4     | Italie      | 1  | 3      | 3      | 7     |
| 5     | Pologne     | 1  | 0      | 2      | 3     |
| 6     | Allemagne   | 1  | 0      | 1      | 2     |
| 7     | Estonie     | 0  | 2      | 0      | 2     |
| 8     | Portugal    | 0  | 1      | 0      | 1     |
| 8     | Ukraine     | 0  | 1      | 0      | 1     |
| 10    | Azerbaïdjan | 0  | 0      | 1      | 1     |
| Total | Total       | 12 | 12     | 18     | 42    |